# Albanska diasporan
Albanska diasporan avser personer med helt eller visst albanskt ursprung som bor utanför sina autoktona områden på Balkanhalvön. Albansk utvandring har pågått under nästan tusen år och under det förgångna århundradet. Albaner finns utspridda i flera länder, mestadels i väst.